# 2011年飓风内特
飓风内特（英語：Hurricane Nate）是2011年9月中旬对墨西哥东南部构成轻度破坏的一场热带气旋，也是2011年大西洋飓风季第十六场获得命名的风暴和第四场飓风。系统源于9月7日坎佩切湾内的锋面槽，在弱转向气流影响向蜿蜒向西南方向前进并逐渐增强。气象机构在实际操作中认定内特的最高强度只达到热带风暴标准，但飓风季过后的重新分析数据表明气旋曾于9月8日短暂达到萨菲尔-辛普森飓风等级下的一级飓风强度。风暴的移动速度非常缓慢，因此产生显著上升流，导致对流明显减弱，风暴强度也随之降低。9月11日，内特以热带风暴强度登陆墨西哥，令数以百计的建筑受损，但具体损失数额缺乏统计，最高降雨量达250毫米。气旋还致使十名石油钻井平台工作人员失踪，其中六人获救，四人死亡。此外，韦拉克鲁斯州还有一名男童因雷劈而死亡。

## 气象历史
9月5日，有锋面槽经过墨西哥湾西部后在墨西哥湾中部和坎佩切湾基本停止移动，这条锋面槽还曾促使热带风暴李转变成温带气旋。锋面槽尾端产生的降水和雷暴活动增多，并有低气压区发展，美国国家飓风中心因此认为系统有发展成热带气旋的潜力并从次日开始监控。9月7日清晨，低气压区同锋面槽分离，但其对流依然杂乱无章，不足以归类成热带低气压。但到了协调世界时当天下午18点，系统环流的西侧半圆内已经发展出弧形带状特征。根据卫星图像、地面及海上石油钻井平台观测、以及飓风猎人侦察机测得的数据，美国国家飓风中心将位于墨西哥比亚埃尔莫萨以北约260公里海域的系统升级成热带风暴，并以“内特”（Nate）为其命名。
受墨西哥北部上空中层高压脊和加勒比海北部上空中层高压脊之间产生的弱转向气流影响，气旋起初朝西南方向缓慢飘移。由于行经洋面水温偏高，风切变也处于较弱或中等强度水平，内特得以稳步增强，只不过因干燥空气较多导致强化速度有限。气象机构在当时的实际操作中认定风暴于9月8日达到的最大持续风速为每小时110公里，最低气压994毫巴（百帕，29.35英寸汞柱）。但美国国家飓风中心在飓风季过后的重新分析期间发现，当时位于内特东南象限的海上石油平台所测最大地面持续风速达到每小时124公里，已经达到萨菲尔-辛普森飓风等级下的一级飓风标准，因此将内特升级成飓风。预计风暴是在中心位于墨西哥卡门城西北偏北方向约130公里海域时达到最高强度。内特的风场较为庞大，移动速度又非常缓慢，由此引发强烈的上升流，海面的水温因深海中的寒冷海水上升而降低，飓风的深层对流随即减退，强度也在9月9日早上6点回落到热带风暴标准。
由于墨西哥上空的高压脊向东转移，气旋开始加速朝西北偏西方向前进，之后又转向朝西，行经海域水温升高，风暴强度得以在9月10日回升。但到了第2天，内特的环流已被干燥的下到中层空气包裹，关联对流随即土崩瓦解。9月11日下午16点，系统以风力时速75公里强度登陆墨西哥，然后就在该国崎岖的地形上空迅速减弱，于9月12日凌晨0点在韦拉克鲁斯州波萨里卡以西约30公里位置退化成残留低气压区，风暴残留最终于9月12日中午12点完全消散。

## 防灾措施和影响

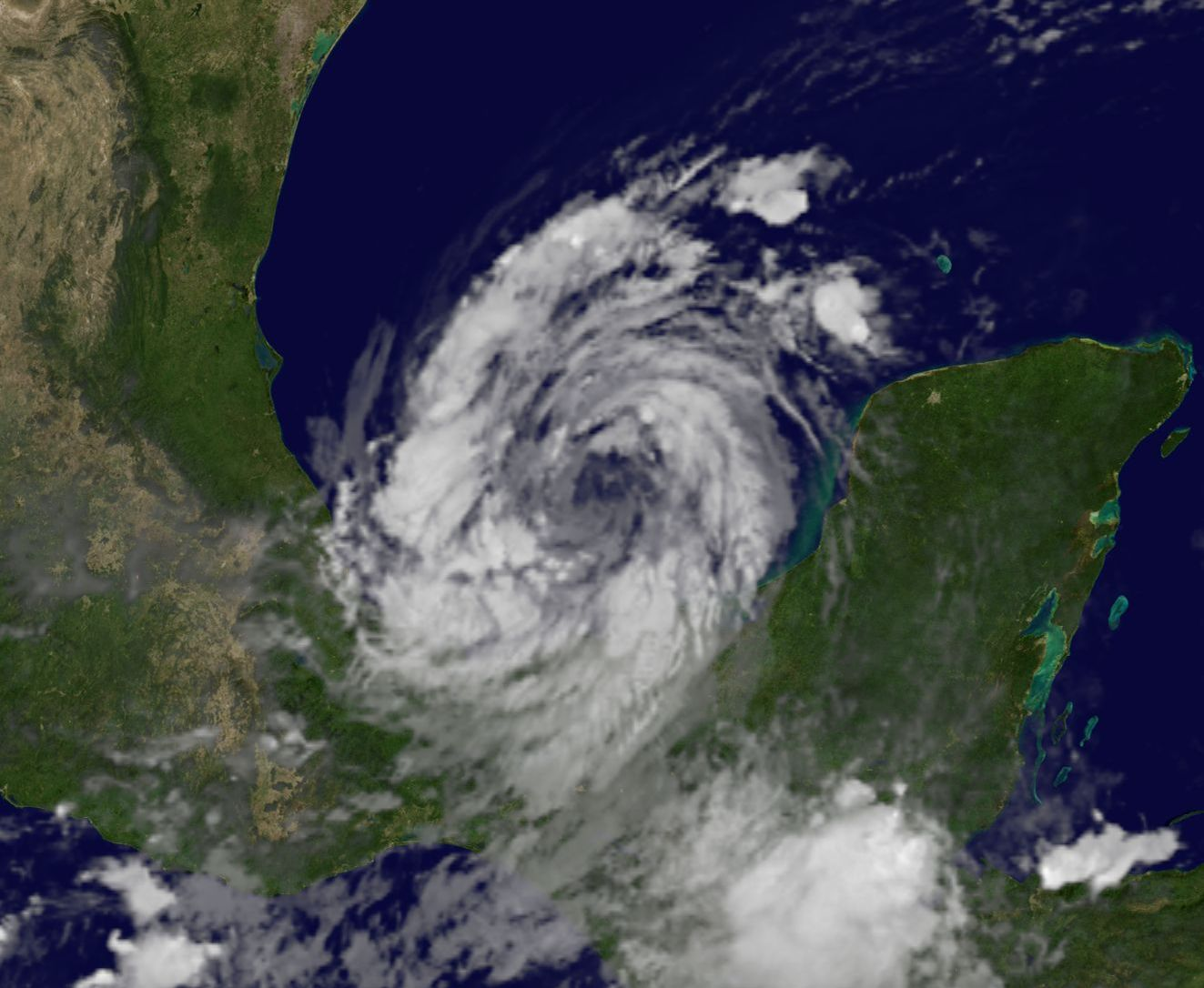
9月10日热带风暴内特的卫星图像

内特成为热带气旋后，墨西哥政府向尤卡坦州塞莱斯顿（Celestún）到奇利特佩克（Chilitepec）之间地区发布热带风暴警告，称热带风暴可能在12小时内来袭。9月8日清晨，塞莱斯顿到普罗格雷索（Progreso）间收到热带风暴观察预警。次日，奇瓦瓦州拉克鲁斯（La Cruz）到坦皮科地区进入热带风暴观察预警生效状态，韦拉克鲁斯到蓬塔拉戛托（Punta El Lagarto）之间同样收到热带风暴观察预警。坦皮科到韦拉克鲁斯之间接获飓风观察预警，但3小时後所有热带风暴警告均予中止。9月10日，韦拉克鲁斯到蓬塔拉戛托的热带风暴观察预警取消，但坦皮科到蓬塔拉戛托间又收到热带风暴警告。到下午15点时，所有热带风暴观察预警全部中止，晚上21点，热带风暴警告区域调整为坦皮科到图斯潘（Tuxpan）。坦皮科和图斯潘间区域接下来进入飓风观察预警生效状态，坦皮科到韦拉克鲁斯则接获飓风警告。次日，飓风警告随着内特减弱而变更成热带风暴警告。所有飓风观察预警取消后，所有热带风暴警告也在当天下午中止。
9月7日，墨西哥的两大石油出口贸易港口（塔巴斯科州的帕拉伊索港和阿卡斯群岛港）均在风暴来袭前关闭。公司的十名承包商从石油平台搭救生艇撤离后被迫弃船逃生，其中有七人很快获救，但一人之后死亡，人们起初只找到另外两人的遗体。剩下一名失踪人员的遗体直至9月14日才被墨西哥海军寻获。韦拉克鲁斯各地共有839户民居因风暴受损，气旋在该州南部产生的降雨量达到250毫米。此外，帕努科（Pánuco）还有一棵树被闪电击中后倒在旁边的民宅上，屋内一名男童死亡。